# Vidbo kyrka
Vidbo kyrka ligger i Vidbo socken och tillhör Skepptuna församling som ingår i Märsta pastorat i Uppsala stift.

## Kyrkobyggnaden
Vidbo kyrka består av rektangulärt långhus med en smalare, rakt avslutad utbyggnad i öster, sakristia i norr och vapenhus i söder. Utbyggnadens östligaste del utgör det nuvarande koret. Den vitputsade kyrkan är uppförd av natursten, med tegel i vapenhusets gavelröste samt i omfattningar och valv. Samtliga yttertak utgörs av skiffertäckta sadeltak. Ingång till kyrkorummet sker via vapenhuset. Exteriörens medeltida prägel är i stort sett bevarad.

### Tillkomst och ombyggnader
Den ursprungliga romanska kyrkan från omkring 1200 bestod av långhus med smalare kor och absid. Senare under medeltiden uppfördes en liten sakristia i norr. Under 1400-talets förra del revs absiden och koret förlängdes åt öster. Tillbyggnaden försågs med kryssvalv, och troligen slogs valv i gamla långhuset vid samma tillfälle. Under 1400-talet senare del byggdes vapenhuset med sin blinderade tegelgavel. Vid en omfattande renovering 1753 revs sakristian med undantag av den östra muren, och en ny och större sakristia uppfördes öster om den gamla. För att skapa fri sikt mellan läktare och predikstol revs triumfbågen. Valvet i gamla koret murades om och interiören vitlimmades. Under 1700-talet vidgades fönstren, och 1833 tillkom deras nuvarande stickbågiga form. 1915 byttes yttertakens takbeläggning ut från spån till skiffer. I långhuset finns rester av kalkmålningar, som togs fram och konserverades 1933. Målningarna är troligen utförda i mitten av 1400-talet och med anknytning till den så kallade Ärentunaskolan. Vid restaureringen återfick vidare interiören sina äldre färger. 1962 rengjordes målningarna, som då var svårt nedsvärtade.

## Inventarier
- Nuvarande predikstol anskaffades 1862. Gamla predikstolens framsida är upphängd på södra väggen och fungerar som altartavla.
- Altarskåpet är från 1400-talets senare del.
- Triumfkrucifixet härstammar troligen från början av 1300-talet. 1702 vitmålades krucifixet. Numera är de ursprungliga färgerna återställda.
- Delar av en dopfunt härstammar från början av 1200-talet. I kyrkans kor finns en modern dopfunt huggen i sten, bestående av en vid cuppa vilande på en smal fot.

### Orgel
- 1785 köptes en orgel in från Nora kyrka, Uppland. Orgeln var byggd 1706 av Isac Risberg.
- Den nuvarande orgeln byggdes 1924 av Furtwängler & Hammer, Hannover, Tyskland. Orgeln är pneumatisk med taschenlådor och har ett tonomfång på 56/30. Den har även registersvällare, fyra fasta kombinationer och automatisk pedalväxling. Fasaden är från 1706 års orgel. 1983 omdisponerades orgeln av Gunnar Carlsson, Borlänge. Före 1983 har orgeln omdisponerats flera gånger.

| Huvudverk I         | Svällverk II         | Pedal             | Koppel   |
| Gedackt 16'         | Spetsgamba 8´ (1983) | Subbas 16´ (tr I) | I/P      |
| Principal 8´ (1983) | Rörflöjt 8' (1983)   |                   | II/P     |
| Gedackt 8'          | Rörflöjt 4' (1983)   |                   | II/I     |
| Oktava 4' (1983)    | Principal 2' (1983)  |                   | II 16'/I |
|                     | Kvint 1 1⁄3' (1983)  |                   | II 4'/I  |
|                     | Tremulant (1983)     |                   | II 16'   |
|                     | Crescendosvällare    |                   | II 4'    |

## Omgivning
- Vid södra bogårdsmuren ligger det Gardtmanska gravkoret från 1780.
- På en höjd norr om kyrkan står en klockstapel, uppförd 1744 och brädfodrad 1786. Elektrisk ringning blev installerad 1952. I stapeln hänger två klockor. Storklockan är gjuten 1907 av Joh A Beckman & Co. Lillklockan är gjuten 1759 av Gerhard Meyer d.y.

## Bildgalleri

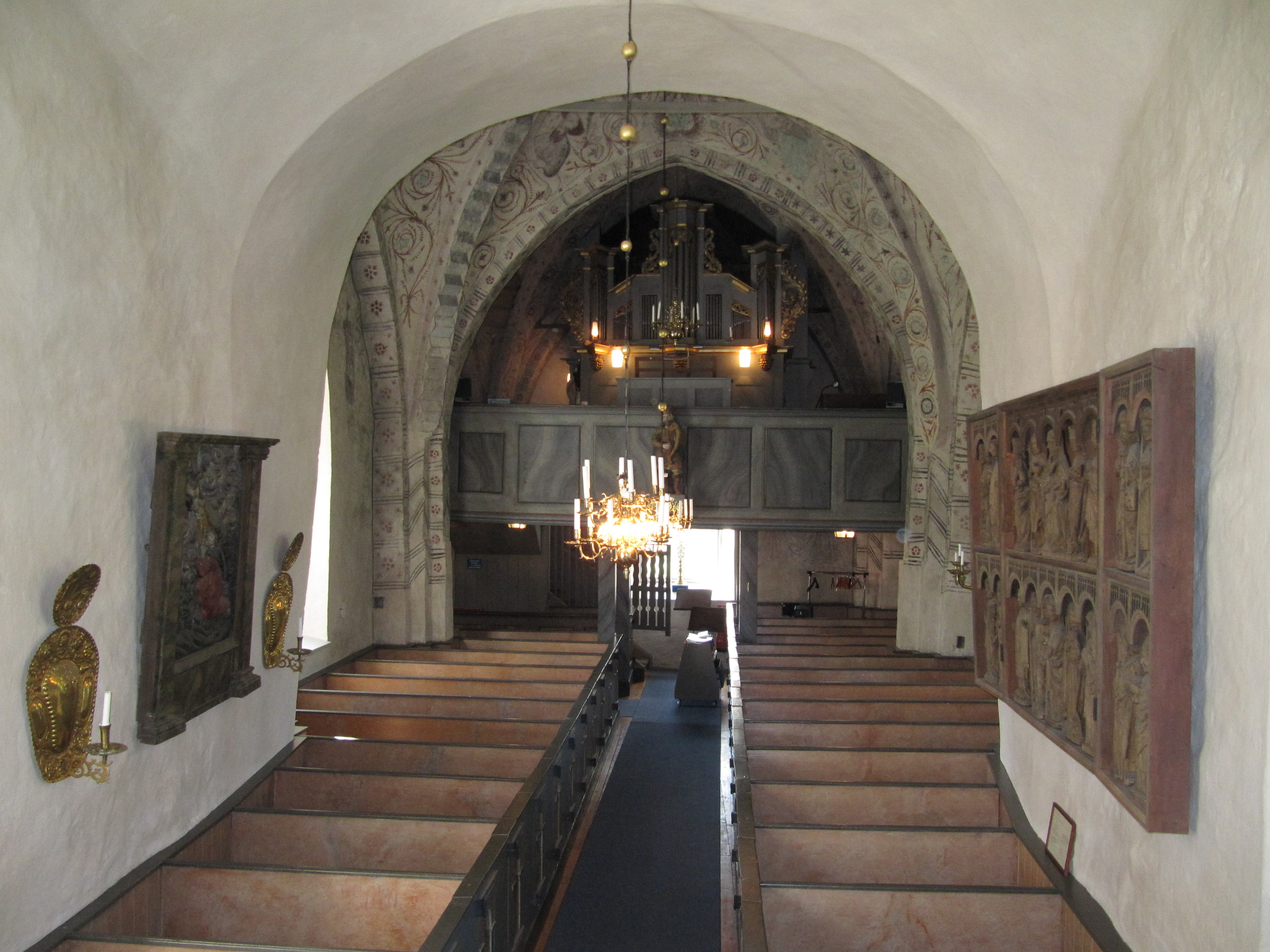
Kyrkorum mot väster
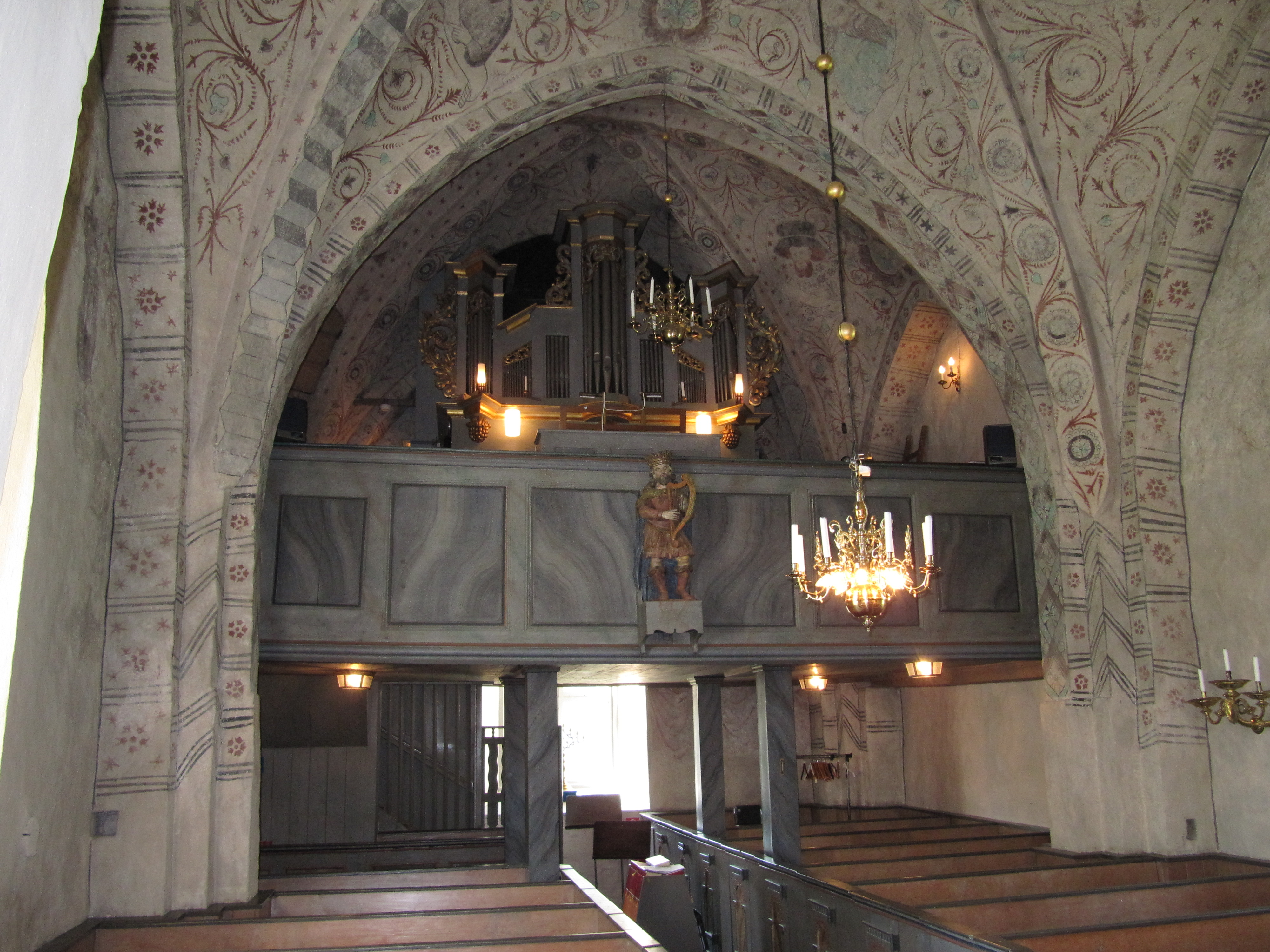
Orgelläktare med orgelfasad
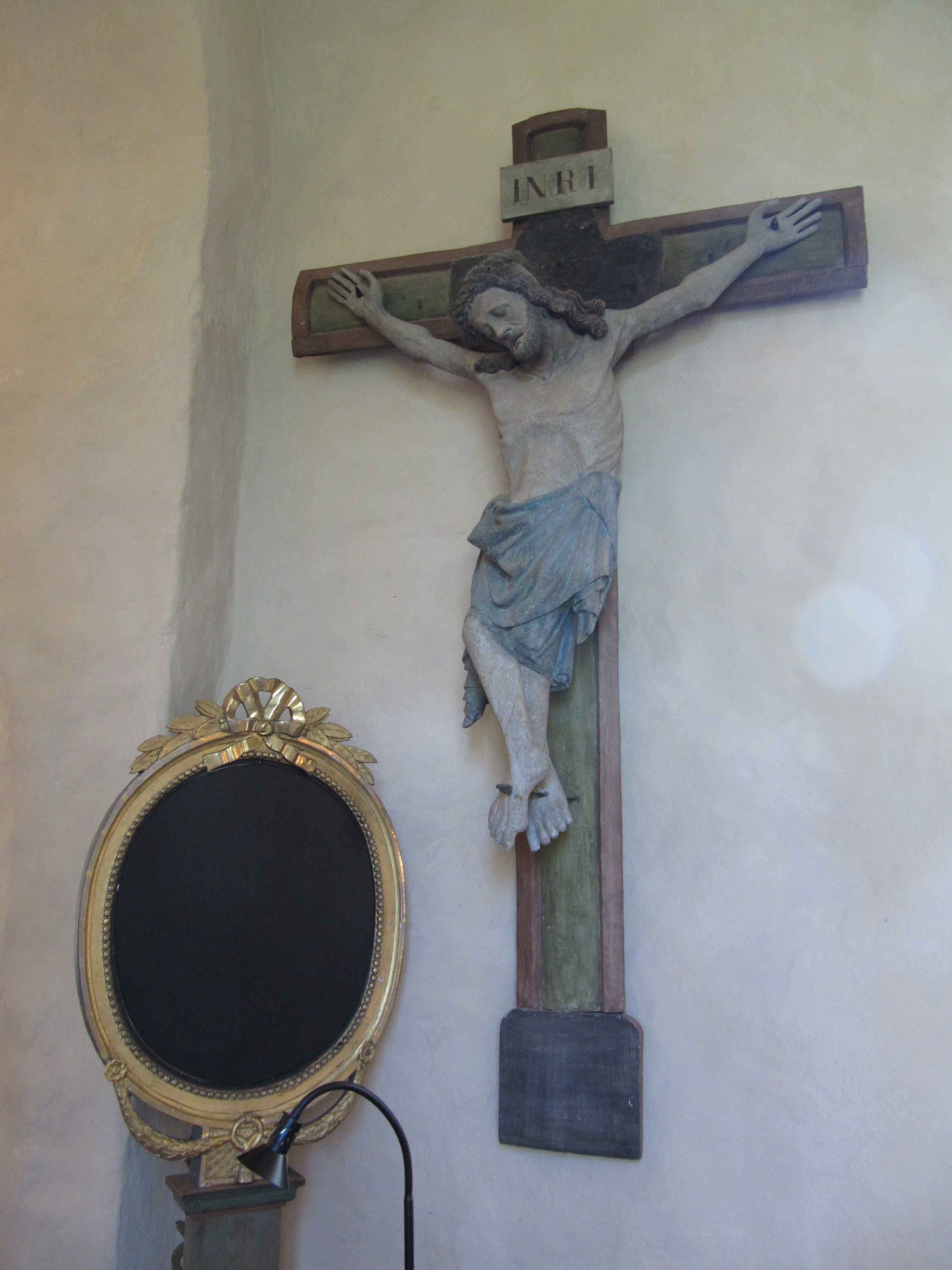
Triumfkrucifix
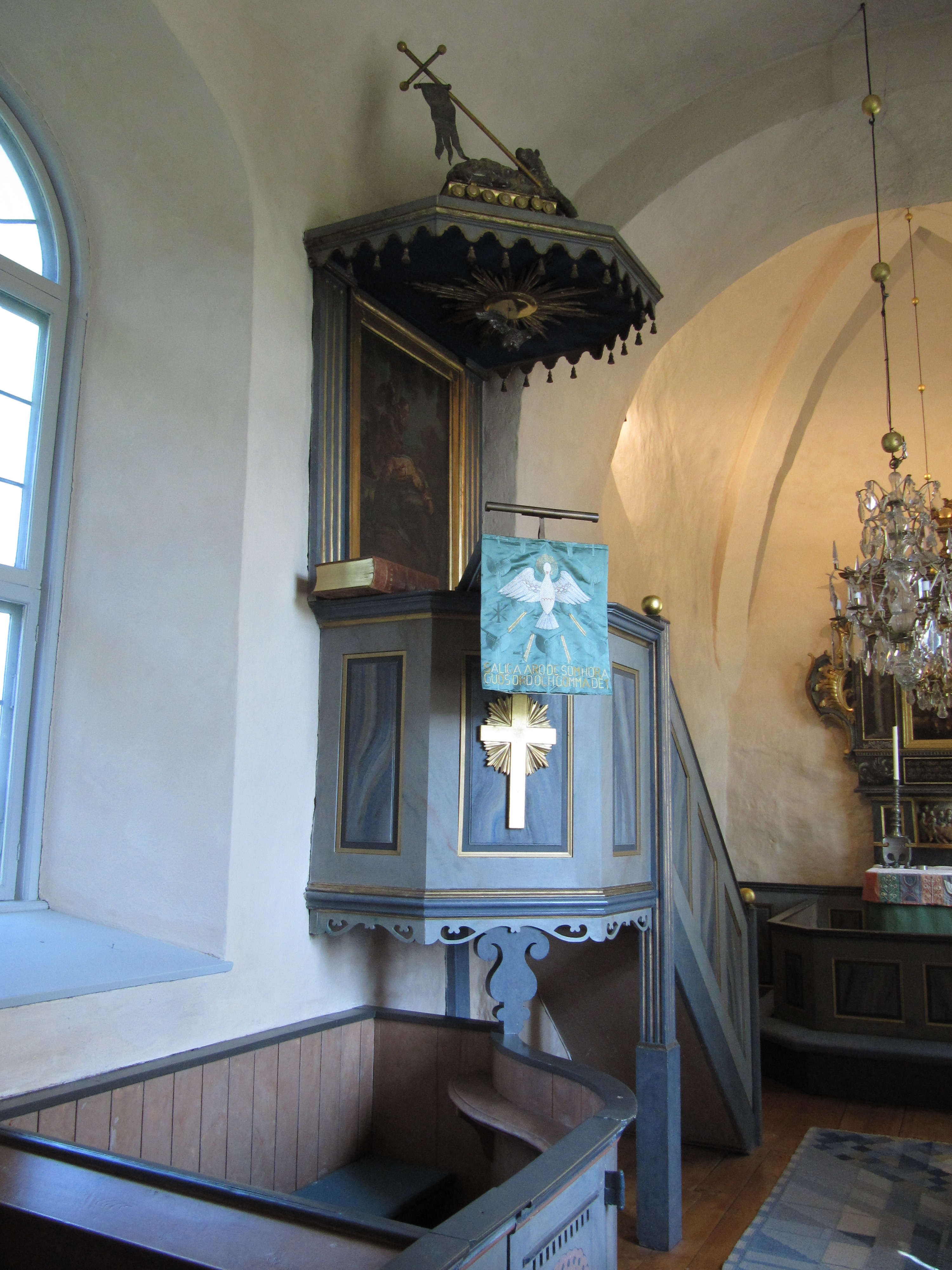
Predikstol
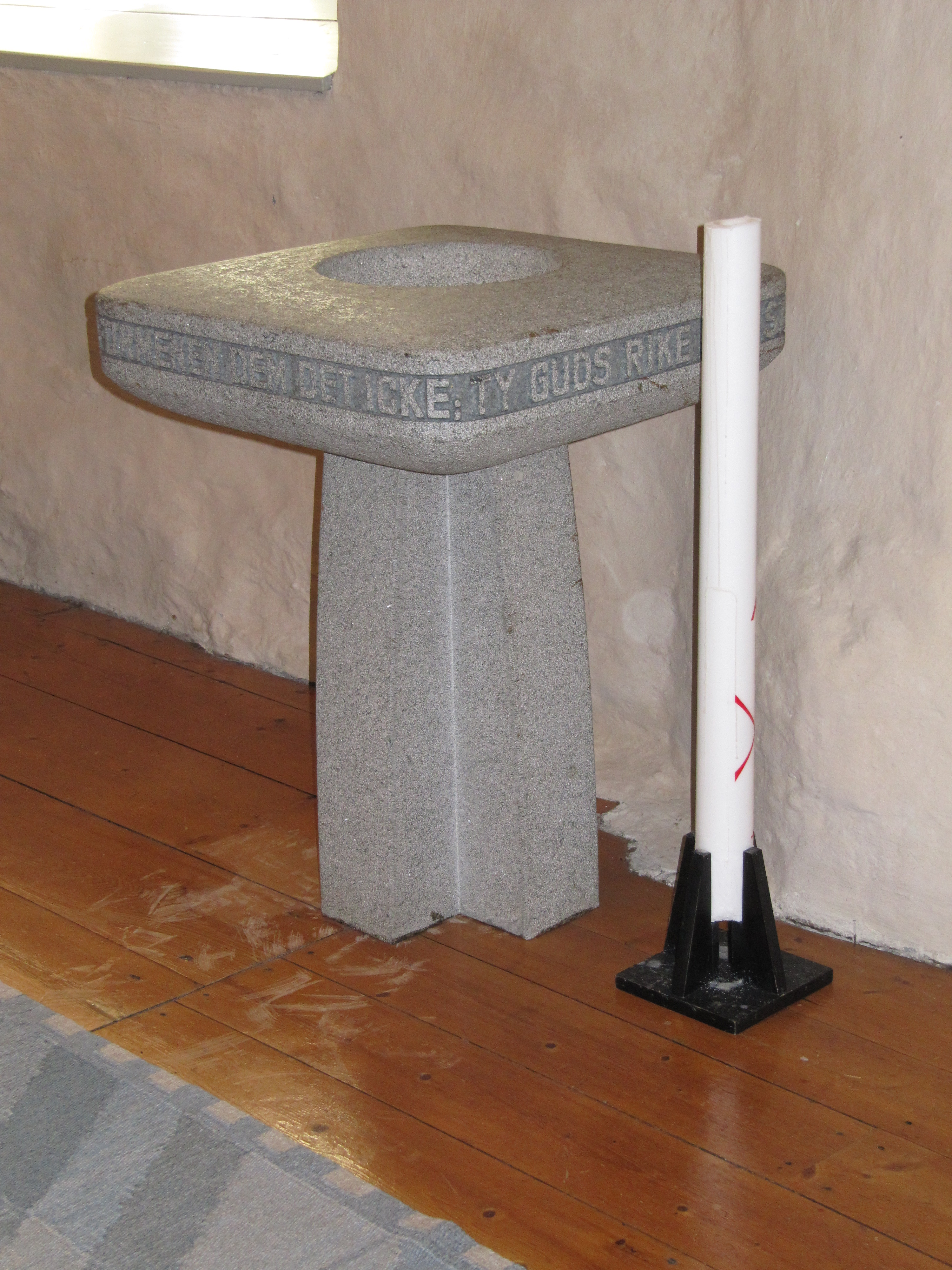
Dopfunt
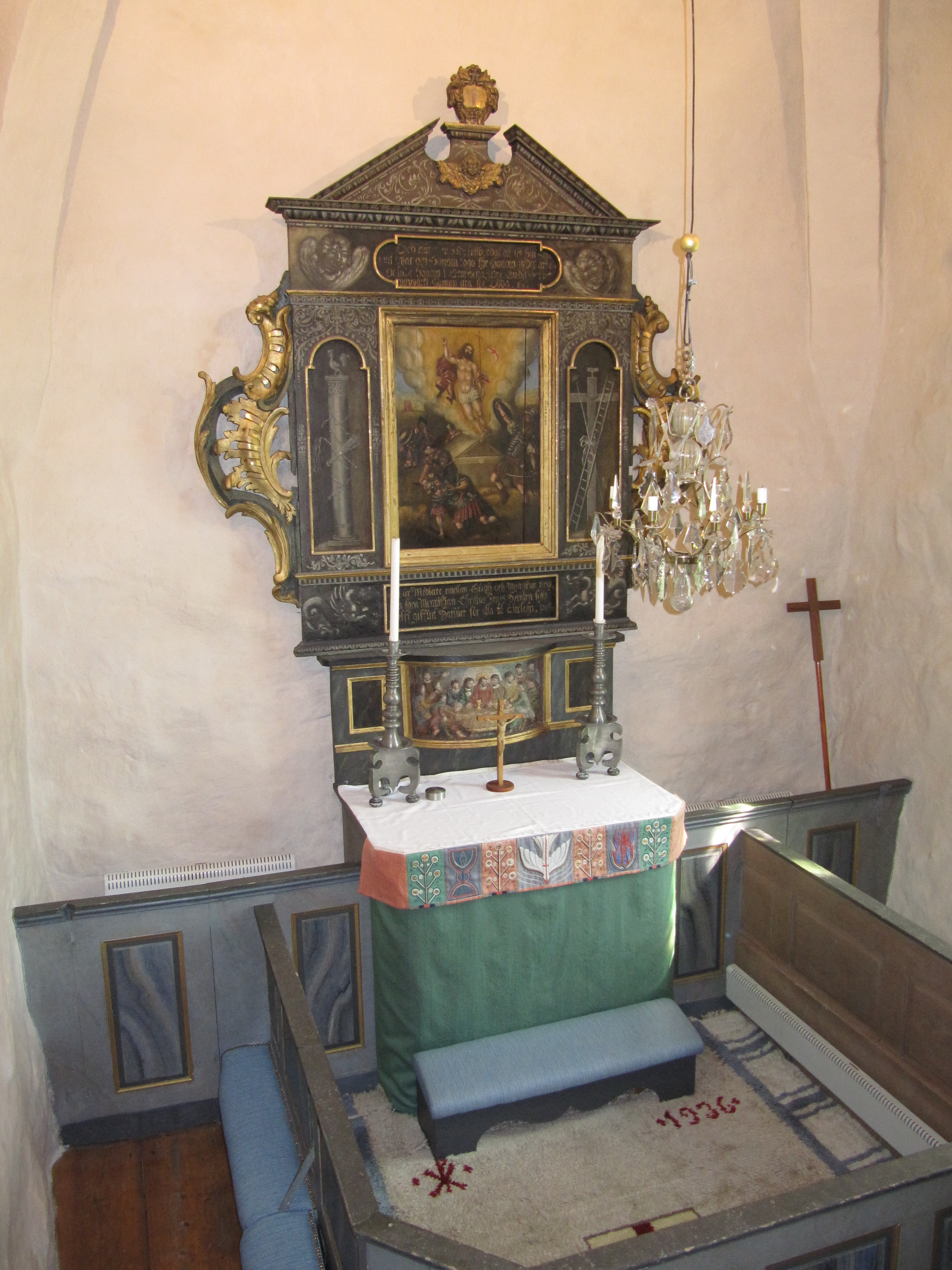
Altare med altaruppsats

### Webbkällor
- Upplandia.se - En site om Uppland
- byggnadspresentation
- Märsta pastorat informerar